# Samson 137
Samson 137 är ett reservat i Kanada.   Det ligger i provinsen Alberta, i den centrala delen av landet, 2 800 km väster om huvudstaden Ottawa.
Trakten runt Samson 137 består till största delen av jordbruksmark. Runt Samson 137 är det mycket glesbefolkat, med 3 invånare per kvadratkilometer.